# Oberonia balakrishnanii
Oberonia balakrishnanii är en orkidéart som beskrevs av R. Ansari. Oberonia balakrishnanii ingår i släktet Oberonia och familjen orkidéer. Inga underarter finns listade i Catalogue of Life.